# Ингресия
Ингресия (на латински: ingressio – навлизане) е проникване на морски води в понижени части на релефа по крайбрежната суша при повишаване на морското ниво или при потъване на брега. В резултат от ингресията се формират ингресионни брегове, характеризиращи се със силно разчленена брегова линия. В зависимост от произхода на понижения релеф се различават брегове с глациално, флувиално, еолово и структурно-денудационно разчленяване.